# Commission Chvernik
La Commission Chvernik (en russe : комиссия Шверника, Komissiia Chvernika) est le nom informel d'une commission du Présidium du Comité central du Parti communiste de l'Union soviétique (PCUS), dirigée par Nikolaï Chvernik et chargée d'enquêter sur la répression politique en Union soviétique au cours de la période du stalinisme. La Commission comprenait également Alexandre Chélépine, Zinovy Serdiouk, Roman Roudenko, N. Mironov et Vladimir Semitchastny.
La Commission Chvernik était la seconde grande commission de ce type — la première étant la commission dirigée par Viatcheslav Molotov. La Commission travailla de 1961 à 1963 et conclut ses travaux par deux rapports d'environ 200 pages, qui exposent en détail le mécanisme de falsification des procès à grand spectacle organisés contre Boukharine, Zinoviev, Toukhatchevski et bien d'autres. La Commission fonda ses conclusions en grande partie sur les déclarations de témoins oculaires comme des employés de l'ex-NKVD et des victimes de la répression et sur de nombreux documents. La commission recommanda de réhabiliter tous les accusés, à l'exception de Karl Radek et Genrikh Iagoda. Le dossier de Radek exigeait des vérifications complémentaires. Quant à Iagoda, c'était lui-même un criminel et l'un des organisateurs des procès truqués, mais la plupart des charges retenues contre lui furent abandonnées.
La Commission conclut :

« Staline a commis des crimes très graves contre le Parti communiste, l'État socialiste, le peuple soviétique et le mouvement révolutionnaire mondial... Conjointement avec Staline, la responsabilité des abus de droit, de la répression injustifiée de masse et de la mort de plusieurs milliers de personnes totalement innocentes repose aussi sur Molotov, Kaganovitch, Malenkov... »

## Source
- (en) Cet article est partiellement ou en totalité issu de l’article de Wikipédia en anglais intitulé « Shvernik Commission » (voir la liste des auteurs).